# Ottana
Ottana (Otzàna in sardo) è un comune italiano di 2 175 abitanti della provincia di Nuoro.

## Geografia fisica

### Clima
Il clima è spiccatamente continentale, le precipitazioni sono concentrate soprattutto tra la fine dell'autunno e all'inizio della primavera, e sono quasi del tutto assenti in piena estate. Il totale pluviometrico annuo medio è attorno ai 520 mm. È molto ampia l'escursione termica giornaliera, che può anche raggiungere i 25 °C o poco più in occasione soprattutto di ondate di caldo africano. Possono esserci minime diffusamente sotto lo zero durante i mesi freddi, anche al di sotto dei -5 °C in occasioni di avvezioni fredde importanti. Il clima tende ad essere molto ventoso, come in tutta la Sardegna spirano spesso forti raffiche di maestrale specie in inverno e primavera; spesso intensi anche lo scirocco e il libeccio nel periodo prevalentemente luglio-ottobre. Ottana è però nota per essere molto spesso uno dei comuni europei più caldi, indubbiamente ha i valori massimi medi più alti di tutta la Sardegna soprattutto in piena estate, meno in inverno dove le località sarde marine hanno una maggiore mitezza. Spiccano i 46,7 °C all'ombra registrati dalla stazione meteo gestita dall'ARPAS ad Ottana, il 12 luglio 2011, valore considerato tra i più alti della storia della Sardegna, il più alto di tutta l'isola da quando questa stazione meteo è in funzione.

## Storia
Il territorio ottanese è abitato dall'uomo sin dal periodo prenuragico e nuragico. Fu anche un importante centro in epoca romana.
Nel medioevo Ottana fece parte del giudicato di Torres, nella curatoria del Marghine, di cui fu anche capoluogo; in epoca aragonese andò poi decadendo, anche a causa della malaria. Verso la fine dell'XI secolo, con la riorganizzazione ecclesiastica attuata da papa Gregorio VII, venne modificata la ripartizione del territorio in Sardegna, che risaliva ai tempi di Gregorio Magno: Ottana divenne diocesi, suffraganea della sede metropolitana di Torres, fino al 1475 quando venne soppressa ed annessa al vescovado di Alghero. Alla caduta del giudicato (1259) passò al giudicato di Arborea e successivamente, intorno al 1420, agli aragonesi del regno di Sardegna.
Sotto gli aragonesi divenne un feudo, che nel 1617 costituì insieme ad Orani, Oniferi e Sarule il marchesato di Orani, feudo dapprima dei Da Silva e poi dei Fadriguez Fernandez, finché fu riscattato agli ultimi feudatari nel 1839 con la soppressione del sistema feudale voluta dai Savoia.
La piana di Ottana, i cui abitanti si sono dedicati fin dall'antichità all'agricoltura e alla pastorizia, negli anni Settanta venne scelto come sito preferenziale per l'insediamento di un certo numero di siti industriali tessili e petrolchimici, finanziato dalla Cassa per il Mezzogiorno, che già aveva curato l'industrializzazione di Porto Torres, Assemini e Sarroch; il progetto non ebbe però gli esiti previsti inizialmente, per cui attualmente vi è un ritorno alle attività agricole, alla pastorizia e all'artigianato.

### Simboli
Lo stemma e il gonfalone del comune di Ottana sono stati concessi con decreto del presidente della Repubblica del 29 agosto 1986.
Lo stemma è di azzurro, alla chiesa di San Nicola, al naturale, fondata su campagna d'oro; al capo partito: il primo, d'oro, al nuraghe di pietra al naturale, il secondo, d'argento, alla mitra vescovile di azzurro.
Il gonfalone è un drappo partito di bianco e di azzurro.

## Monumenti e luoghi d'interesse

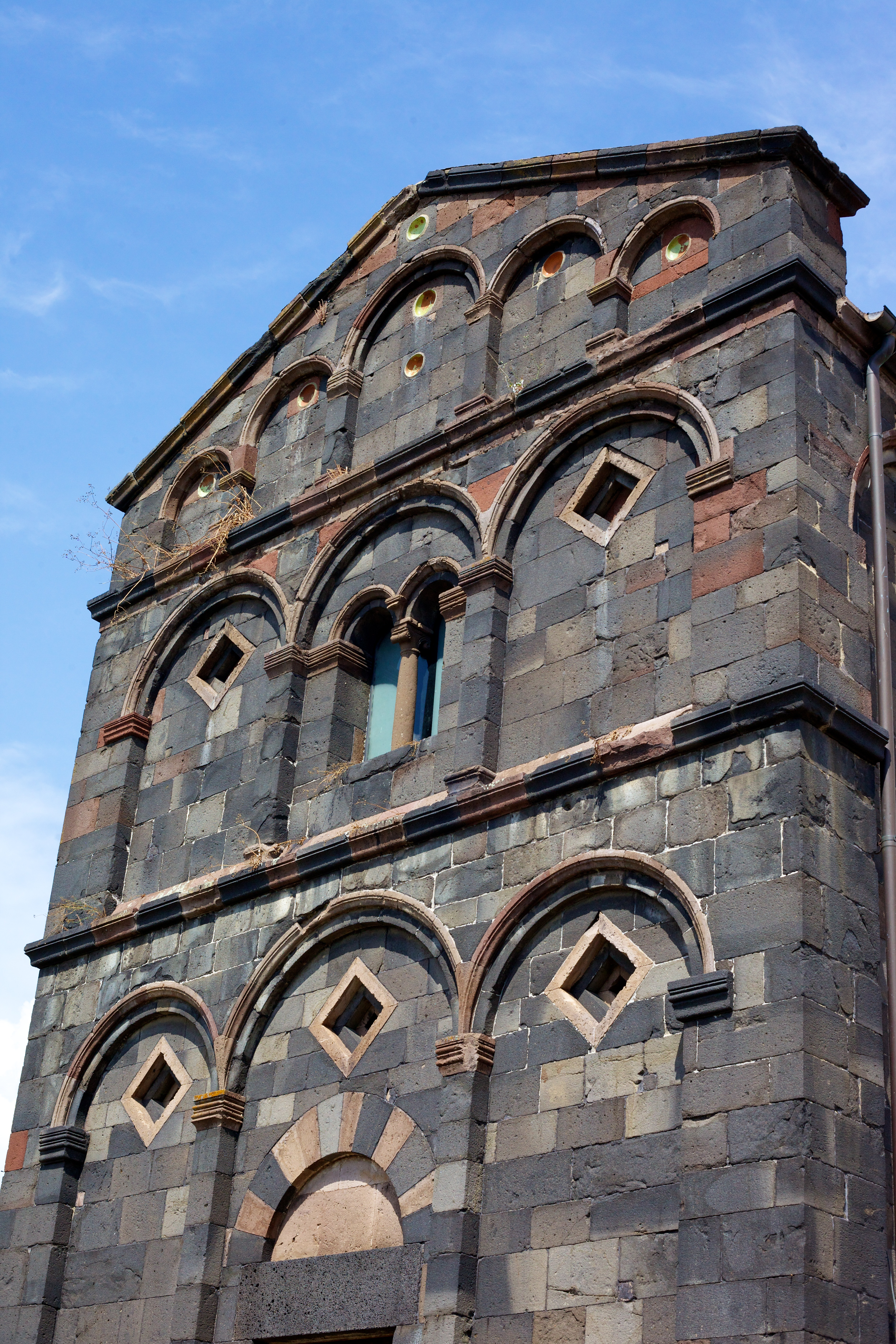
La chiesa di San Nicola

### Architetture religiose
Al centro del paese si erge bellissima l'ex cattedrale romanica di San Nicola, costruita fra il 1140 e il 1160 (seconda fase di costruzione) e venne consacrata nel 1160. Al suo interno vi si trova il famoso Polittico di Mariano IV d'Arborea del 1344. Secondo le più recenti ipotesi, il dipinto potrebbe essere attribuito alla scuola toscana della corte d'Angiò, o alle scuole senesi di Martini o Lorenzetti.
Altri edifici religiosi presenti sono le chiese di Sant'Antonio Abate, Santa Maria, Santa Margherita e San Pietro.

### Siti archeologici
- nuraghe di Marasorighes
- nuraghe di Talinos
- muraglia megalitica di Monte Nieddu

## Società

### Evoluzione demografica
Abitanti censiti

### Lingue e dialetti
La variante del sardo parlata a Ottana è quella nuorese.

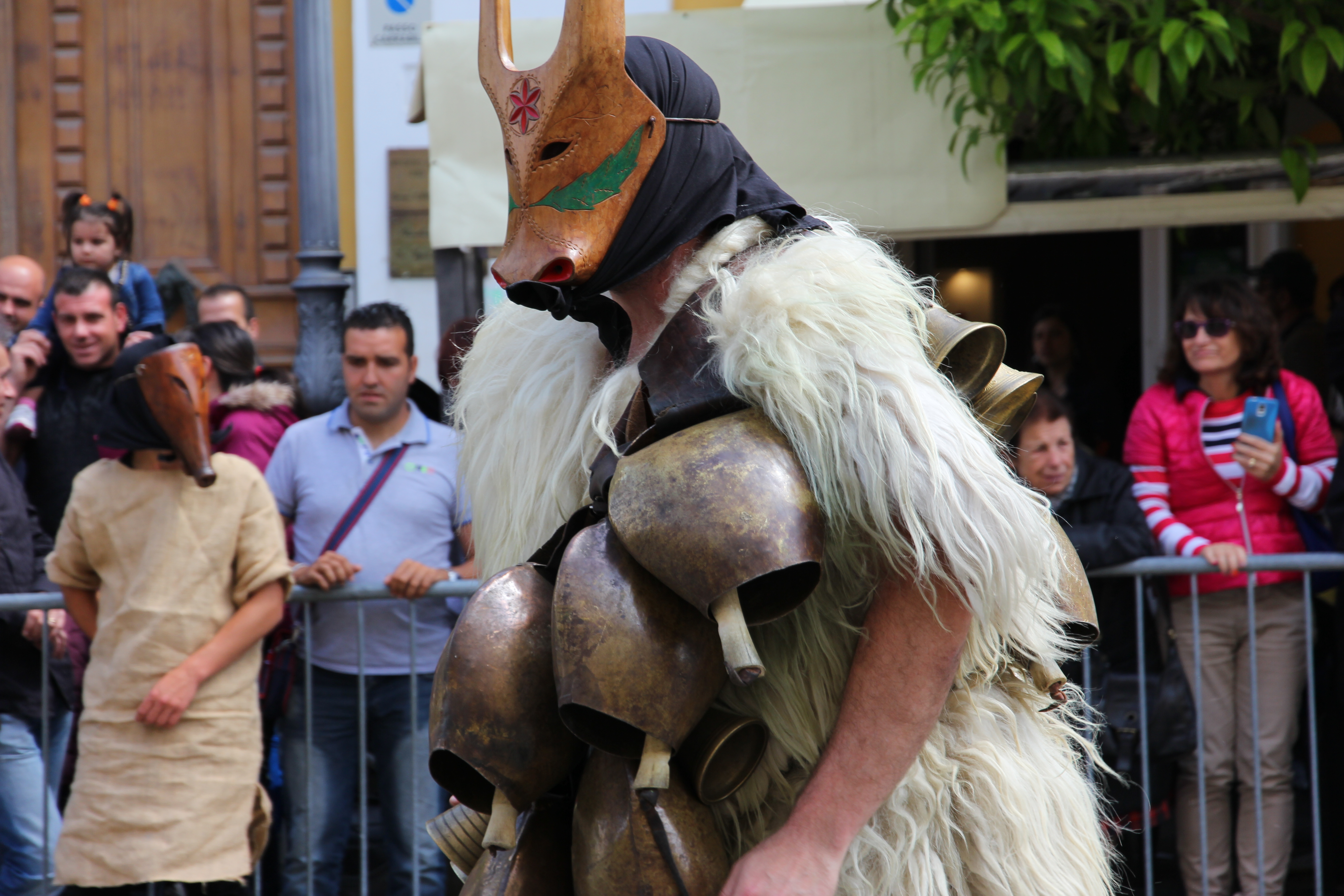
Le maschere Merdules e Boes

## Cultura

### Eventi
Di grande interesse è il carnevale di Ottana, per i personaggi dei Boes e Merdules. Queste maschere si caratterizzano, i secondi, con forme lignee mostruose, in genere con nasi lunghi; i primi, con maschere di fattezze bovine, indossando pelli di pecora.

## Economia
L'economia del paese si basa, oltre all'attività tradizionale dell'allevamento, principalmente sull'industria petrolchimica e la produzione di fibre tessili sintetiche.
Nel territorio di Ottana opera il più grande parco fotovoltaico della Sardegna e uno dei più grandi in Europa. È stato realizzato tra luglio e ottobre 2013 da una azienda con sede ad Arezzo, la Graziella Green Power. L’impianto è stato realizzato in un’area industriale di 45 ettari su cui sono stati installati 103.240 pannelli solari.

## Amministrazione
| Periodo         | Periodo         | Primo cittadino   | Partito                                   | Carica                    | Note   |
| --------------- | --------------- | ----------------- | ----------------------------------------- | ------------------------- | ------ |
| 23 aprile 1995  | 16 aprile 2000  | Giovanna Pittalis | lista civica                              | sindaco                   | [ 7 ]  |
| 16 aprile 2000  | 9 maggio 2005   | Giuseppino Fenudi | liste civiche di centro-sinistra          | sindaco                   | [ 8 ]  |
| 8 maggio 2005   | 25 aprile 2009  | Giuseppino Fenudi | lista civica                              | sindaco                   | [ 9 ]  |
| 25 aprile 2009  | 31 maggio 2010  |                   |                                           | commissario straordinario |        |
| 30 maggio 2010  | 31 maggio 2015  | Gian Paolo Marras | lista civica "Noi per il Futuro"          | sindaco                   | [ 10 ] |
| 31 maggio 2015  | 26 ottobre 2020 | Franco Saba       | lista civica "Noi Presente per il Futuro" | sindaco                   | [ 11 ] |
| 26 ottobre 2020 | in carica       | Franco Saba       | lista civica "Ottana 20 25"               | sindaco                   | [ 12 ] |

## Sport

### Calcio
La squadra di calcio della città è la Polisportiva Ottana che milita nel girone B sardo di 1ª Categoria. I colori sociali sono l'azzurro e il bianco.